# Реанимационная робототехника
Реанимационная робототехника — технологии составных частей роботизированного эвакуационного комплекса для использования в медицине катастроф и реанимационных мероприятиях для спасения раненых или пострадавших в катастрофах, в совокупности способных не только остановить кровотечение, непрерывно проводить необходимый мониторинг здоровья, зафиксировать шейный отдел в случае переломов, но также ввести человека с помощью специальной газовой смеси в состояние искусственной комы («гибернации»), растянув таким образом время «золотого часа».

## Примеры
- Робот-санитар BEAR предназначен для выполнения аварийно-спасательных работ на поле боя, а также при ликвидации последствий землетрясений или других чрезвычайных ситуаций.
- Snakebot — робот-змея, конструкция которого позволят отыскать людей в завалах зданий.

## Критические технологии
- технологии малоинвазивной диагностики — анализ основных показателей жизнедеятельности;
- разработка аппаратно-технического обеспечения оперативных вмешательств;
- создание адаптивных манипуляторов с обратной связью, в том числе из функциональных и интеллектуальных активируемых материалов;
- разработка средств реанимационной поддержки и систем мониторинга функционального состояния организма;
- химические средства замедления метаболизма, введения в искусственную кому.